# Дежнёв (ледокольный пароход, 1939—1970)
Семён Дежнёв — ледокольный пароход советского флота. Построен в 1939 году, проект ледокола был разработан ленинградскими инженерами под руководством К. И. Боханевича. Стал первым ледокольным транспортным судном советской или отечественной постройки. Участвовал в множестве полярных экспедиций.
Во время ВОВ использовался как сторожевое судно, участвовал в конвоях, 27 августа 1942 года участвовал в отражении нападения на Диксон тяжелого крейсера «Адмирал Шеер».